# Rampoux
Rampoux [ʁɑ̃pu] (okzitanisch Rampons) ist ein Ort und eine südfranzösische Gemeinde (commune) mit 102 Einwohnern (Stand 1. Januar 2022) in der alten Kulturlandschaft des Quercy im Département Lot im Norden der Region Okzitanien.

## Lage
Der Ort Rampoux liegt in einer Höhe von etwa 260 Metern ü. d. M. und ist ca. 18 Kilometer (Fahrtstrecke) in südwestlicher Richtung vom Kantonshauptort Gourdon entfernt. Zur Gemeinde gehören auch die teils verlassenen Weiler Bouscaillou, Colombier, Repayre und Salapès.

## Bevölkerungsentwicklung
| Jahr      | 1968 | 1975 | 1982 | 1990 | 1999 | 2006 | 2018 |
| Einwohner | 112  | 81   | 80   | 81   | 88   | 97   | 99   |

Zu Beginn des 19. Jahrhunderts zählte die Gemeinde um die 700 Einwohner; seitdem sind die Einwohnerzahlen nahezu stetig rückläufig.

## Wirtschaft
Jahrhundertelang lebte die Bevölkerung als Selbstversorger von der Landwirtschaft, zu der früher – neben der Feld- und Weidewirtschaft – auch in geringem Umfang der Anbau von Wein gehörte. Im Ort und in seiner Umgebung gibt es mehrere Ferienhäuser (gîtes).

## Geschichte
Im Mittelalter gehörte Rampoux – wahrscheinlich als Priorat – zur etwa 50 Kilometer südöstlich gelegenen Abtei Saint-Pierre von Marcilhac-sur-Célé.

## Sehenswürdigkeiten

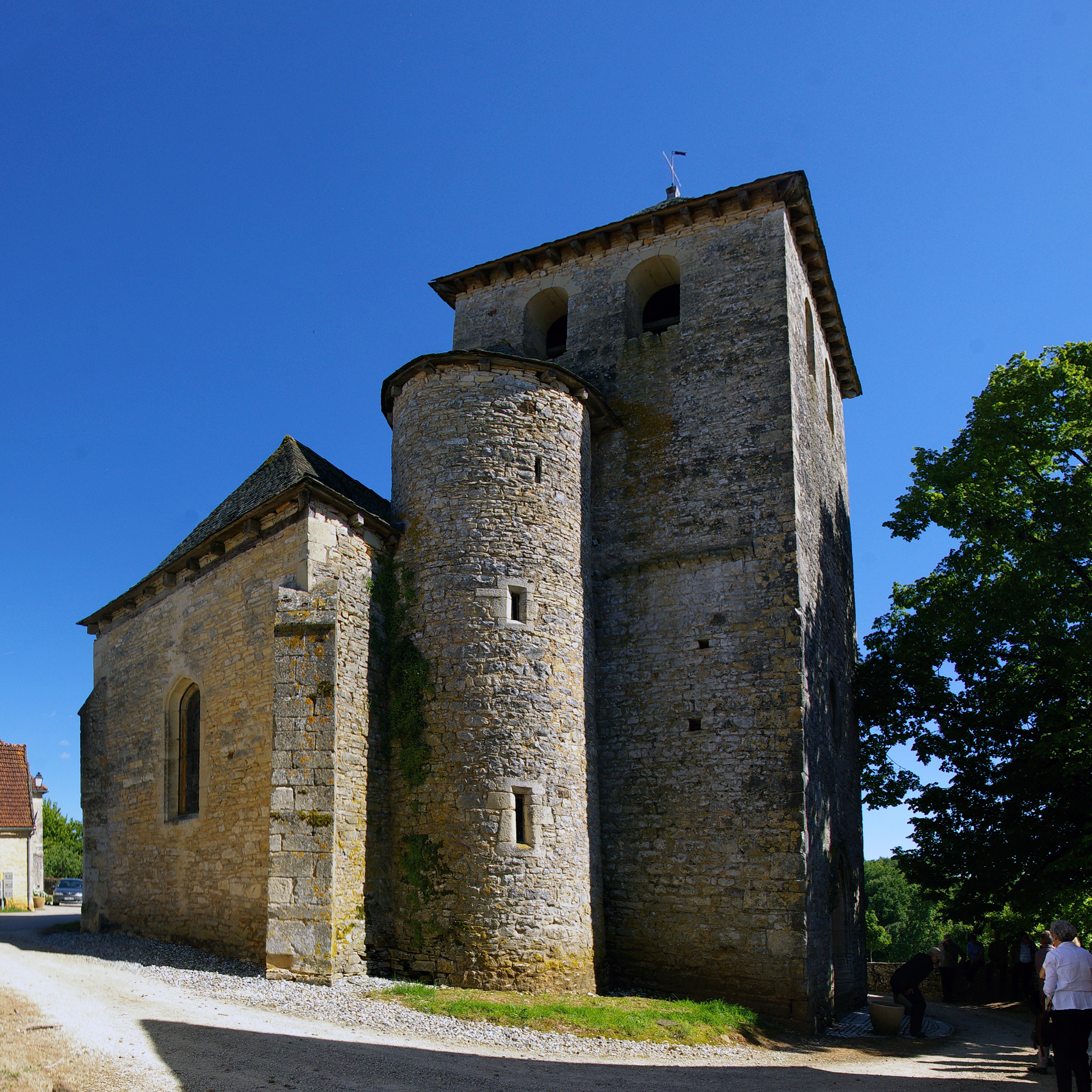
Kirche Saint-Pierre-ès-Liens

- Die dem Apostel Petrus geweihte Pfarrkirche Saint-Pierre-ès-Liens (Sankt Peter in Ketten) ist ein aus Bruchsteinen errichteter äußerst kompakter romanischer Bau des 12. Jahrhunderts, an den im 15. Jahrhundert zwei Seitenkapellen im gotischen Stil angebaut wurden, wodurch die Kirche insgesamt einen kreuzförmigen Grundriss erhielt; gleichzeitig wurde das Langhaus eingewölbt. Apsis und Westfassade mit Glocken- und begleitendem Treppenturm sind nahezu schmucklos. Das einschiffige Langhaus hat nur zwei Joche. In der Apsiskalotte befinden sich Reste einer Himmelfahrt-Christi-Darstellung in einer Mandorla; die gotische Südkapelle hat Deckenfresken mit Szenen der Verkündigung und der Passion Christi. Die Kirche ist bereits seit dem Jahr 1914 als Monument historique anerkannt.[1]
- Am Ortsrand befinden sich eine eingezäunte Viehtränke (abreuvoir) und ein Klauenstand (travail) zur Hufpflege der Arbeitstiere.